# Столярчук Борис Васильович
Борис Васильович Столярчук (13 червня 1958, Київ, УРСР, СРСР) — радянський та український інженер; оператор нічної зміни, який працював на енергоблоці №4 Чорнобильської АЕС у ніч аварії 26 квітня 1986 року. Він один з небагатьох працівників, які залишилися в живих, які перебували на енергоблоці в момент вибуху.

## Життєпис
Народився у Києві 13 червня 1958 року. Закінчив Одеський політехнічний інститут. Після закінчення інституту 1980 року почав працювати на Чорнобильській АЕС. До 1986 займав посаду старшого інженера управління блоку. Борис Васильович відповідав за циркуляцію води у реакторі. На момент аварії йому було 27 років .

#### Аварія на Чорнобильській АЕС
Борис Столярчук у ніч із 25 квітня на 26 квітня працював за одним із пультів на щиті управління 4-го енергоблоку ЧАЕС. Вибух атомного реактора стався буквально через стіну від нього. Цього дня на АЕС проводились випробування турбогенератора на енергоблоці, у яких брав участь Столярчук. Під час випробувань склалася позаштатна ситуація, про яку говорили показання приладів та попереджувальні сигнали на пульті. Як згадував він пізніше :
|  | уровень барабанов-сепараторов всегда было сложно контролировать на низких уровнях мощности, любой оператор это знал и был готов к этому. Поэтому никаких особых чувств вроде испуга я не испытывал. |

На думку заступника головного інженера Чорнобильської АЕС (на момент аварії) А.С.Дятлова, «об'єктивно системою контролю зареєстровано справну роботу всіх насосів без ознак зриву та кавітації до самого вибуху реактора». Тому приводів для тривоги персонал не мав .
Однак через деякий час ситуація вийшла з-під контролю, «на пульті запалилися практично всі сигнали несправностей», а ще через три секунди пролунав вибух, і «в приміщення повалили дим, пару та пил». Віддавши потрібні розпорядження, Дятлов пішов оцінити масштаби руйнувань. Катастрофічні наслідки вибуху показали Дятлову, що тепер реактор четвертого блоку в першу чергу треба розглядати «як джерело небезпеки для блоків, що залишилися».
Враховуючи небезпечну радіаційну обстановку (у правій частині БЩУ дозиметр зашкалював), Дятлов наказав співробітникам зміни покинути приміщення, залишивши на щиті лише тих, хто був корисний у ситуації, що склалася. Це були О. Акімов та Б. Столярчук . Столярчук, перебуваючи за центральним пультом щита управління, продовжував виконувати свої обов'язки, забезпечуючи підживлення реактора. Він залишався на робочому місці до ранку, доки не закінчилася зміна.
Після вибуху Столярчука викликали до КДБ . Як пише Буйницька, на допиті Столярчуку, який отримав під час аварії велику дозу опромінення, стало погано. Його відпустили лише після закінчення допиту, направивши до медсанчастини «МСЧ-126 за медичною допомогою». У результаті він опинився у лікарні . З лікарні його разом з іншими постраждалими літаком доправили до Москви до шпиталю, де він проходив лікування від променевої хвороби.

#### Подальша діяльність
Борис Васильович Столярчук обіймав посаду директора Департаменту з питань безпеки ядерних установок ДІЯРУ, заступника Головного державного інспектора з ядерної та радіаційної безпеки.
8 лютого 2017 року Борис Столярчук призначили тимчасово виконувачем обов'язків голови Держатомрегулювання. 25 жовтня цього року на посаді його змінив Григорій Плачков .